# Phalanta eurytis
Phalanta eurytis is een vlinder uit de familie Nymphalidae. De wetenschappelijke naam is gepubliceerd in 1847 door Edward Doubleday.

## Verspreiding
Deze soort komt voor  in een groot deel van tropisch Afrika waaronder Guinee, Sierra Leone, Liberia, Ivoorkust, Ghana, Togo, Benin, Nigeria, Kameroen, Equatoriaal Guinee, Gabon, Congo-Brazzaville, Centraal Afrikaanse Republiek, Congo-Kinshasa, Zuid-Soedan, Ethiopië, Oeganda, Kenia, Tanzania, Angola, Zambia, Malawi, Mozambique, Zimbabwe, Zuid-Afrika en Swaziland.

## Waardplanten
De rups leeft op:
- Celastraceae
  - Maytenus
- Malvaceae
  - Theobroma cacao
- Rubiaceae
  - Canthium
  - Ixora
- Salicaceae
  - Dissomeria crenata
  - Dovyalis rhamnoides
  - Homalium dentatum
  - Homalium sarcopetalum
  - Oncoba spinosa
  - Populus
  - Salix
  - Scolopia
  - Trimeria

## Ondersoorten
- Phalanta eurytis eurytis (Doubleday, 1847)
  - = Albericia gomensis Dufrane, 1945
- Phalanta eurytis microps (Rothschild & Jordan, 1903) (Zuid-Soedan, Ethiopië, Oeganda, Kenia)
  - = Atella columbina microps Rothschild & Jordan, 1903